# Haute-Vienne
Haute-Vienne (87) is een Frans departement, gelegen in de regio Nouvelle-Aquitaine. De prefectuur (hoofdstad) is Limoges.

## Geschiedenis
Het departement was een van de 83 departementen die tijdens de Franse Revolutie werden gecreëerd op 4 maart 1790 door uitvoering van de wet van 22 december 1789. Het departement omvat een deel van de vroegere provincie Limousin (de Haut-Limousin) en is vernoemd naar de rivier de Vienne.
Het departement was onderdeel van de regio Limousin tot die op 1 januari 2016 werd opgeheven.

## Geografie
Haute-Vienne bestaat uit 3 arrondissementen:
- Bellac
- Limoges
- Rochechouart

Haute-Vienne bestaat uit 21 kantons:.
- Kantons van Haute-Vienne

Haute-Vienne bestaat uit 201 gemeenten:
- Lijst van gemeenten in het departement Haute-Vienne

Bekend zijn de rood-bruine runderen ook wel Limousinrunderen genoemd in de beboste heuvels in dit gebied.
In het westen liggen de Monts de Blond. Bekend is het Pays de Saint-Pardoux met het meer van Saint-Pardoux. In het oosten liggen de Monts d'Ambazac. In het zuiden Monts et Barrages met Lac de Vassivière.
Mooie streken:
- Haute Vallée de la Vienne
- Vallée de la Briance

Hoofdstad van departement Haute-Vienne is Limoges, bekend van het porselein.
Enkele andere plaatsen zijn:
- Ambazac
- Bellac
- Bessines-sur-Gartempe
- Eymoutiers

## Demografie

### Demografische evolutie sinds 1962
| Naam         | Index 1962 | Index 1968 | Index 1975 | Index 1982 | Index 1990 | Index 1999 | Index 2008 | Index 2019 |
| ------------ | ---------- | ---------- | ---------- | ---------- | ---------- | ---------- | ---------- | ---------- |
| Haute-Vienne | 100,0      | 102,7      | 105,9      | 107,0      | 106,3      | 106,4      | 112,5      | 111,9      |
| Frankrijk*   | 100,0      | 107,1      | 113,3      | 117,0      | 121,9      | 126,0      | 133,8      | 140,1      |

| Naam         | Inw./Km² 1962 | Inw./km² 1968 | Inw./km² 1975 | Inw./km² 1982 | Inw./km² 1990 | Inw./km² 1999 | Inw./km² 2008 | Inw./km² 2019 |
| ------------ | ------------- | ------------- | ------------- | ------------- | ------------- | ------------- | ------------- | ------------- |
| Haute-Vienne | 60,2          | 61,9          | 63,8          | 64,4          | 64,1          | 64,1          | 67,7          | 67,5          |
| Frankrijk*   | 84,2          | 90,1          | 95,4          | 98,5          | 102,7         | 106,1         | 112,7         | 119,7         |

Frankrijk* = exclusief overzeese gebieden
Bron: Recensement Populaire INSEE - 1962 tot 1999 population sans doubles comptes, nadien Population Municipale
Op 1 januari 2022 had Haute-Vienne 372.438 inwoners.

### De 10 grootste gemeenten in het departement
| #  | Gemeente               | Aantal inwoners (2022) |
| -- | ---------------------- | ---------------------- |
| 1  | Limoges                | 129.754                |
| 2  | Saint-Junien           | 11.382                 |
| 3  | Panazol                | 11.207                 |
| 4  | Couzeix                | 10.011                 |
| 5  | Isle                   | 7.915                  |
| 6  | Saint-Yrieix-la-Perche | 6.873                  |
| 7  | Feytiat                | 6.174                  |
| 8  | Le Palais-sur-Vienne   | 5.861                  |
| 9  | Aixe-sur-Vienne        | 5.860                  |
| 10 | Ambazac                | 5.565                  |

## Afbeeldingen

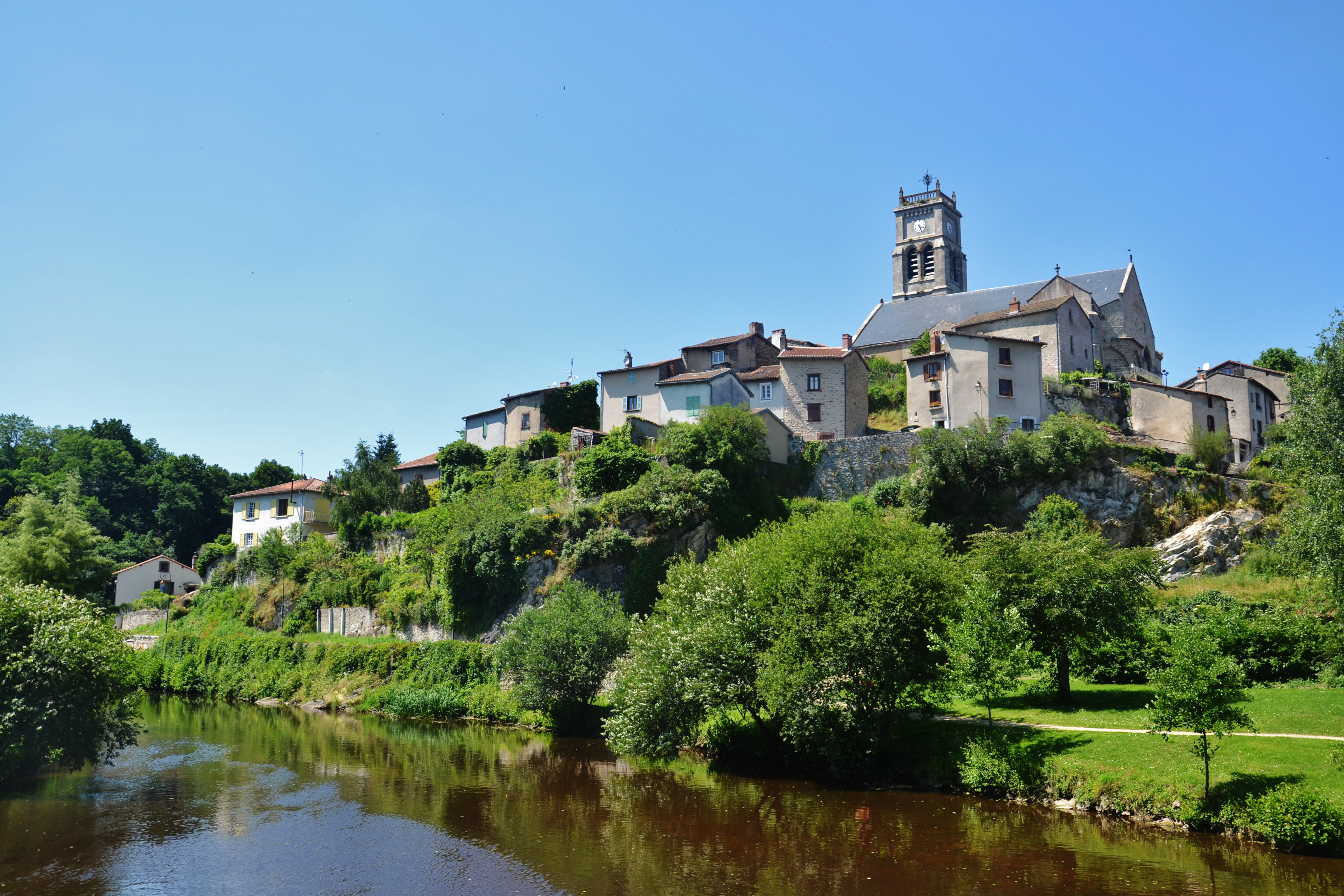
Bellac
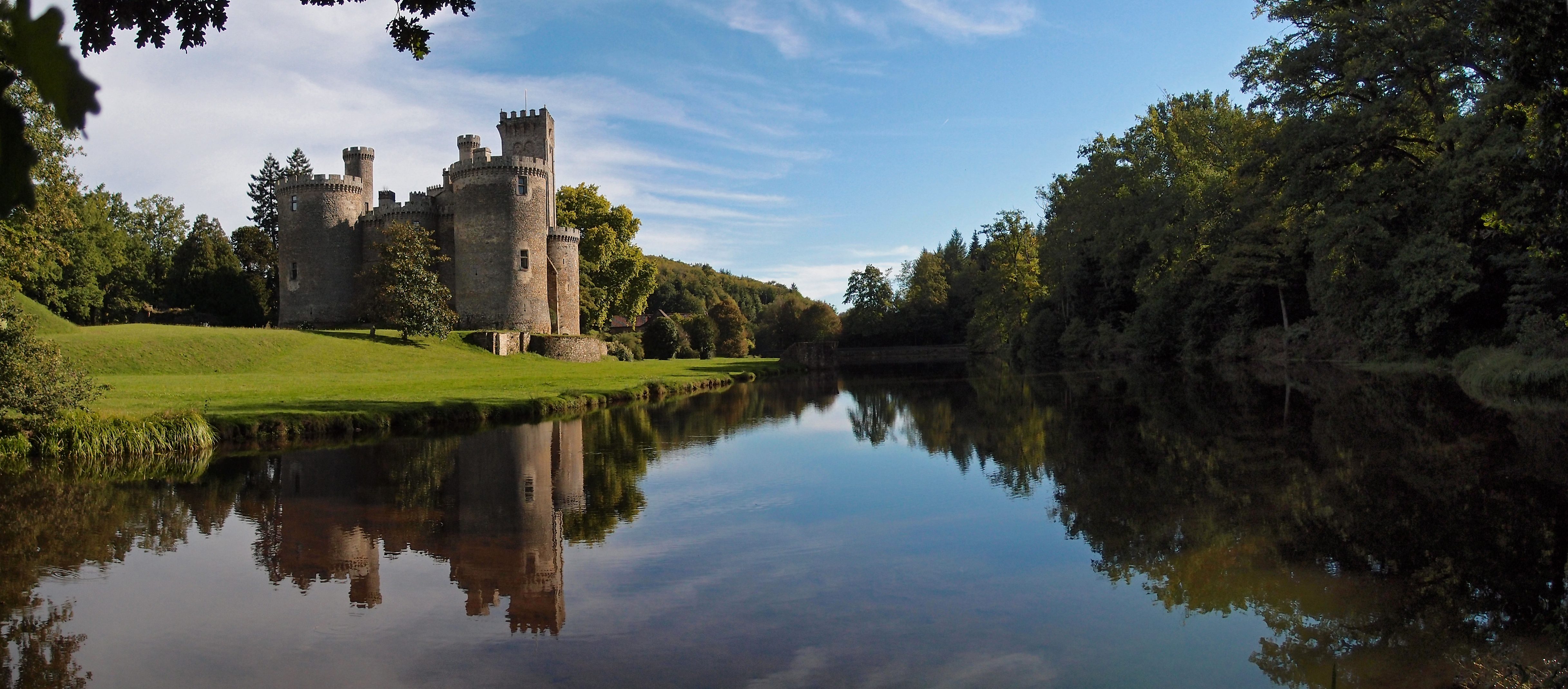
Kasteel van Montbrun, Dournazac